# René Leclère
René Leclère (Pétange, 6 de març de 1891 - Ciutat de Luxemburg, 11 de desembre de 1955) fou un productor, guionista i director de cinema luxemburguès.

## Filmografia
- Un clown dans la rue (1930)
- Il est un petit pays (1937)
- Ardoises (1938)
- Garçon ... un Bock (1938)
- Circulez (1939)
- Luxembourg, le film du centenaire (1940)
- La chanson de l'eau (1940)
- Visages du Luxembourg (1950)
- Au pays des châteaux (1950)
- Le mariage de la Princesse Josephine-Charlotte et du Prince Jean (1953)